# Кашпурівка
Кашпурі́вка — село в Україні, у Лозівському районі Харківської області. Населення становить 61 особа. Входить до складу Первомайської міської громади.

## Географія
Село Кашпурівка знаходиться на правому березі річки Орілька, вище за течією на відстані 4 км розташоване село Грушине, за 2 км — колишнє село Водяне, нижче за течією примикає село Ржавчик. На відстані 4 км розташоване місто Первомайський.

## Історія
- 1826 — приблизна дата організації хутора.
- Точна дата заснування хутора Кашпурівка невідома. Всі хутора, що виникли на річці Орілька називали Розсипні, вони виникали внаслідок переселення відставних козаків Полтавського полку Орільської сотні починаючи з 1750-х років. Після того, як Катерина II віддала міжріччя Оріль та Орільки козакам Харківського полку, зі слобод Нова Водолага і Караван  почали селитися відставні козаки, які зарахували до розряду обивателів. Це призвело до масового заселення Розсипних хуторів.
- Заснували хутір Кашпурівка діти Сидора та Єфима Михайловичів Кашпуренко. Про хутір йдеться мова в рапорті № 46 від 25 травня 1826 року Слобідсько-Українського Губернського Казьоного діл стряпчого про організацію чотирьох слобод: Преображенської, Нижньої Орелі, Верхньої Орелі і слободи Розсипної (хутора Ржавець, Кашпурів, Ніколаєнков) і Закутній із хуторів по річці Орелька. Губернатор затвердив всі слободи з накладанням на кожну чоловічу душу 5,1 десятин землі та 1 десятину лісу.
- В 1844 році Кашпурівка відносилась до Закутньої слободи (ГАХО Ф.194, оп.1, д.163, л 34) .
- В парафіяльній книзі Преображенської церкви в 1898 слободи Преображенське вказане село Кашпурівка, у якому 50 дворів, 202 чоловічого та 196 жіночого населення.
- В 1948 році в Грушинську сільську раду входять два села Грушине і Кашпурівка які були об’єднані в колгоспи «Зернова фабрика» та «Червоний промінь». В 1951 році після укрупнення колгоспів був створений один «імені Молотова». В 1964 році після укрупнення колгоспів «40–я годовщина Октября».